# Santa María de Pantasma
Santa María de Pantasma est une municipalité nicaraguayenne du département de Jinotega au Nicaragua.